# ريتشارد بول (كاتب)
ريتشارد بول (بالألمانية: Richard Pohl)‏ هو صحفي وموسيقي وملحن وكاتب ألماني، ولد في 12 سبتمبر 1826 في لايبزيغ في ألمانيا، وتوفي في 17 ديسمبر 1896 في بادن بادن في ألمانيا.

## وصلات خارجية
- ريتشارد بول على موقع ميوزك برينز (الإنجليزية)